# Provinsen Ljubljana

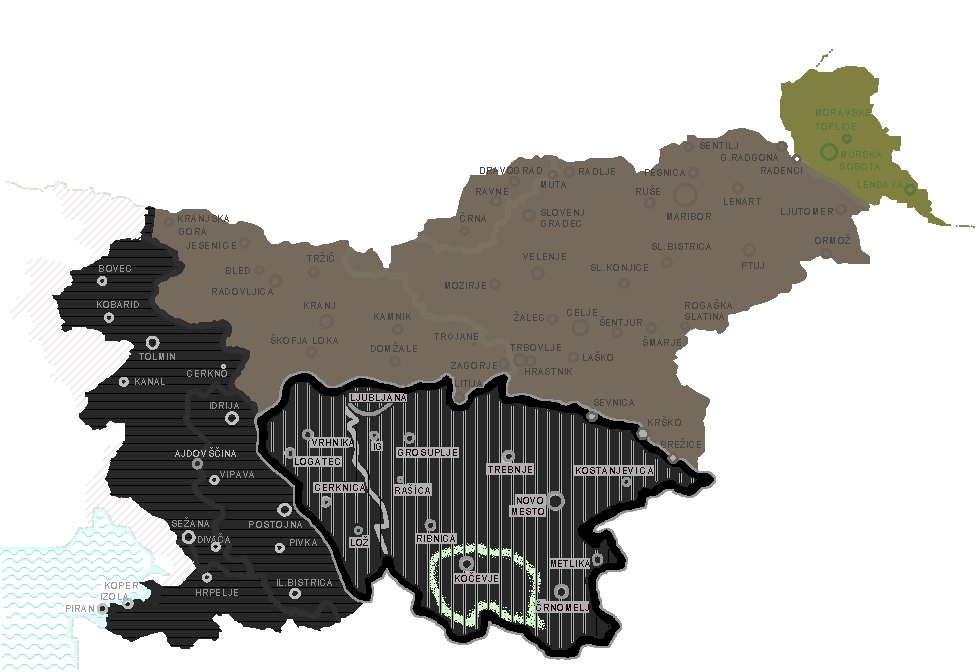
Provincia di Lubiana 1941-1943

Provinsen Ljubljana (italienska: Provincia di Lubiana) var, efter axelmakternas invasion 1941, benämningen på det av Italien ockuperade slovenska territoriet. Efter invasionen delades dåtidens Slovenien, administrativt Dravska banovina (Dravabanatet) inom kungadömet Jugoslavien, upp mellan tyskar, ungrare och italienare. 

## Italiensk ockupation, 1941 - 1943
Till en början var den italienska fascistiska regimen inte lika hård som den tyska nazistiska, till exempel tolererades slovenskan och en viss administrativ och kulturell autonomi infördes. Man trodde i fascistisk anda att den överlägsna italienska kulturen med tiden skulle komma att överskugga den svagare slovenska och att en naturlig assimilation skulle inträda.
De slovenska ledarna intog först en mer avvaktande inställning till den italienska ockupationsmakten (delvis grundad på övertygelsen att de slovenska gränsernas framtida öde definitivt skulle avgöras först i fredsförhandlingar efter kriget). Den slovenska eliten och de främste företrädarna för katolska kyrkan tog därför inte klart avstånd till inkräktarna.
Sedan tyskarnas anfall på Sovjetunionen inletts i juli 1941 organiserades en underjordisk motståndsrörelse bestående av kommunister och en brokig skara antifascistiska motståndsmän med huvudsäte i Ljubljana. De bildade frihetsfronten (Osvobodilna Fronta – OF) som i sin tur delades upp i partisanenheter. Rörelsen kom att domineras av kommunisterna och deras ideologi vilket senare ledde till interna meningsskiljaktigheter.
Den italienska ockupationsmakten blev samtidigt alltmer hårdför och inledde en aggressiv proitaliensk politik för att göra slovenska institutioner och organisationer mer italienska. I januari 1942 gav Mussolini order om att lag och ordning måste upprätthållas i provinsen. En månad senare omgavs Ljubljana av ett 41 km långt taggtrådsstängsel som skulle förhindra att invånarna kom i kontakt med omkringliggande partisanenheterna. Hundratals Ljubljanabor fängslades och skickades till italienska koncentrationsläger. På våren 1942 brände italienarna hela byar i kampen mot partisanerna och fängelserna fylldes med slovener. Samtidigt växte partisanrörelsen sig starkare och i juli samma år kontrollerade den flera områden i Ljubljana provinsen. 
Inom provinsen Ljubljana hade i slutet av 1941 två block av motstånd bildats, en katolsk, liberal och antifascistisk och en antifascistisk kommunistisk. Våren 1942 deklarerade antikommunistiska politiker i Ljubljana krig mot frihetsfronten och den kommunistiska säkerhets- och informationsbyrån, VOS. Initiativet kom från den katolske klubbens ledare, Lambert Ehrlich vars medlemmar kallades  stražarji. Stadens tidigare borgmästare Adlešič, biskop Rožman och den tidigare banen Marko Natlačen bad den italienska ockupationsmakten om skydd. Som svar skapade ockupationsmakten en kår av vakter kallad  Vaške straže. Sedan den före detta banen Natlačen dödats 1942 av VOS och den italienska ockupationsmakten svarat med att låta avrätta 24 gisslan, slutar VOS att avrätta offentligt oppositionella. Vaktkåren Vaške straže som vuxit sig stark i provinsen Ljubljana koncentrerade sig på att bekämpa partisanerna. Civilbefolkningen i Ljubljana befann sig uppdelade i två läger ibland utan att ha någon klar uppfattning om vad som egentligen pågick.

## Tysk ockupation, 1943 - 1945
Den 8 september 1943 kapitulerade Italien och samma dag intogs Ljubljana av tyskarna. Till ledning för Ljubljana utnämnde tyskarna en tidigare slovensk borgmästare, Leon Rupnik, vars överordnad installeras i Trieste. Vid den här tidpunkten var Tyskland i stort behov av nya rekryter varför en något mildare ockupationspolitik anammades. 
Partisanerna lovade de retirerande italienarna fri lejd till kusten på villkor att de överlämnade sina vapen. Med de övertagna vapnen och efter en inkallelse av nya rekryter, växer frihetsfronten i styrka. 
Under Rupnik fick provinsen Ljubljana i vissa avseenden större autonomi än under det italienska styret. Tysk polis och SS-enheter gick dock hårt åt partisanerna och deras familjer. Rupnik skapade med hjälp av Vaške straže en ny militär enhet kallad Slovensko Domobranstvo. Domobranci hade enbart befogenhet att agera i Provinsen Ljubljana. Många unga män undvek den tyska krigsmobiliseringen genom att ansluta sig till Domobranci. Trots mobiliseringen förblev en stor del av provinsen Ljubljana under partisanernas kontroll. 
I september 1943 försökte tyskarna tillsammans med domobranci återta de av partisanerna kontrollerade områdena i provinsen Ljubljana och Primorska samt Gorenjska men misslyckades. I april 1944 svär Domobranci vid en officiell ceremoni i Ljubljana en ed som försäkrar lojalitet mot Furhern i kampen mot kommunismen och dessa allierade. Efter tillställningen förlorar Rupnik i anseende både på hemmaplan och utomlands. Sympatierna för Josip Broz Tito och för partisanerna växer inte bara på slovensk mark utan även hos de allierade.

## Krigsslutet
I mitten av 1944 förbereder sig alla sidor för slutet på kriget. I anslutning till Titos överenskommelse med Ivan Šubašić, ledare för den kungliga jugoslaviska regeringen i exil i London, proklamerar de slovenska partisanerna en amnesti för medlemmarna i Domobranci och andra antipartisanska grupperingar. Vid krigsslutet 1945 kommer denna amnesti till stora delar inte att respekteras och många avrättas summarisk utan rättegång.